# 出芽生殖

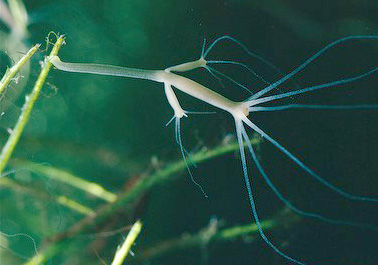
水螅的出芽生殖

出芽生殖（英語：budding）又称芽殖、芽生（blastogenesis），是一種無性繁殖方式，親代藉由“出芽”形成子代而进行增殖，但是子代並不立即脫離母體，仍與母體相連，繼續接受母體提供養分，直到個體可獨立生活才脫離母體。出芽是亲代以细胞分裂方式由其局部向外突出形状像芽的雏体的过程。
芽殖是一種特殊的無性生殖方式，可产生单细胞子代亦可为多细胞子代，由单细胞亲代的细胞膜或细胞壁或由多细胞亲代个体体壁，局部向外突出成芽胞或芽体，成熟后脱离长成与原细胞或个体同样形态的新细胞或个体，或不脱离母体而形成群体。不同类群的出芽虽外观相似，但又分为外出芽、内出芽等生殖类型。行芽殖的微生物或生物有酵母菌、白色念珠菌、水螅、海綿、苔蘚蟲和丝盘虫等等。